# Tancheon-myeon
Tancheon-myeon (koreanska: 탄천면) är en socken i kommunen Gongju i provinsen Södra Chungcheong
i den centrala delen av Sydkorea, 140 km söder om huvudstaden Seoul.